# Allobates
Allobates är ett släkte av groddjur som ingår i familjen Aromobatidae. Släktet är ensam i underfamiljen Allobatinae.
Arterna förekommer i låglandet i Central- och Sydamerika. Utbredningsområdet sträcker sig från Nicaragua i norr till Peru, och Bolivia i sydväst samt till Brasilien i sydöst.

## Bildgalleri

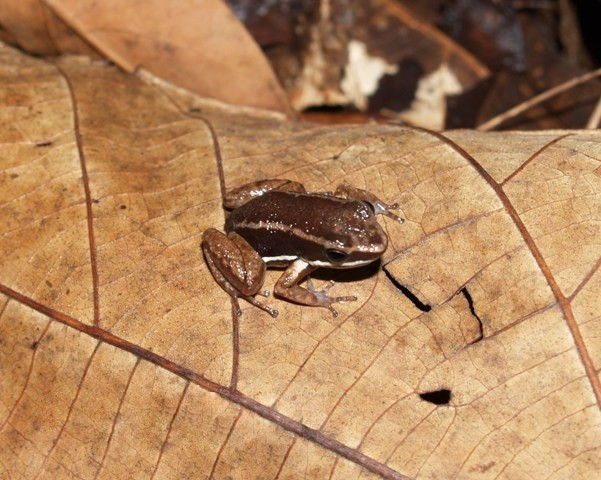
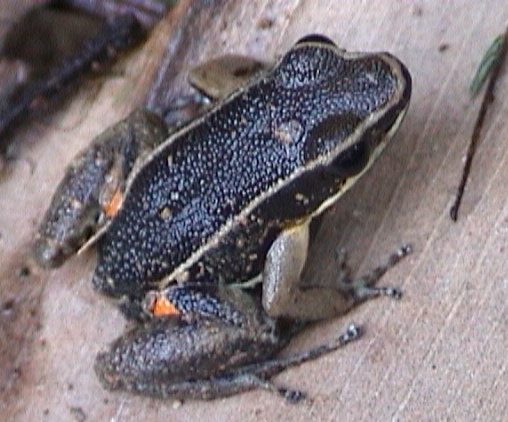
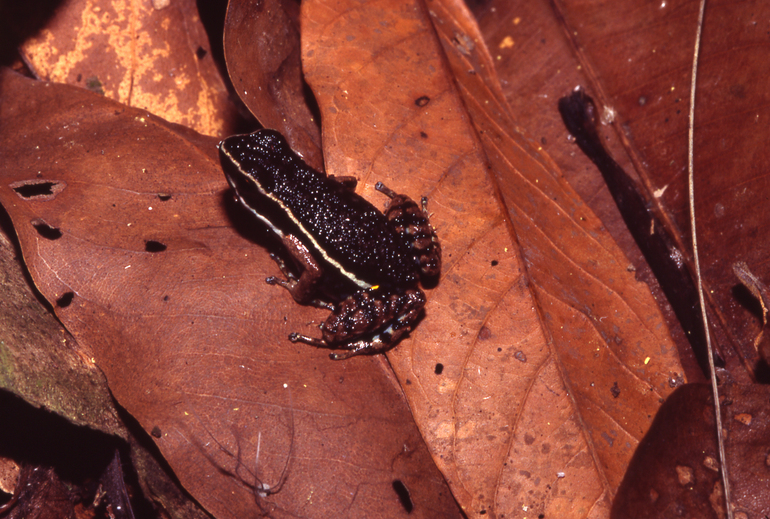

## Dottertaxa tillAllobates, i alfabetisk ordning[2]
- Allobates alessandroi
- Allobates bromelicola
- Allobates brunneus
- Allobates caeruleodactylus
- Allobates caribe
- Allobates cepedai
- Allobates chalcopis
- Allobates conspicuus
- Allobates craspedoceps
- Allobates crombiei
- Allobates femoralis
- Allobates fratisenescus
- Allobates fuscellus
- Allobates gasconi
- Allobates goianus
- Allobates granti
- Allobates humilis
- Allobates insperatus
- Allobates juanii
- Allobates kingsburyi
- Allobates mandelorum
- Allobates marchesianus
- Allobates masniger
- Allobates mcdiarmidi
- Allobates melanolaemus
- Allobates myersi
- Allobates nidicola
- Allobates niputidea
- Allobates olfersioides
- Allobates ornatus
- Allobates picachos
- Allobates pittieri
- Allobates ranoides
- Allobates rufulus
- Allobates sanmartini
- Allobates spumaponens
- Allobates subfolionidificans
- Allobates sumtuosus
- Allobates talamancae
- Allobates trilineatus
- Allobates undulatus
- Allobates vanzolinius
- Allobates wayuu
- Allobates zaparo